# Canary Black
Pour les articles homonymes, voir Canary.
Ne doit pas être confondu avec Black Canary.
Pour plus de détails, voir Fiche technique et Distribution.
Canari noir (Canary Black) est un film britannique réalisé par Pierre Morel et sorti en 2024.

## Synopsis
Avery Graves est une agent très qualifiée de la CIA. Mais quand des terroristes enlèvent son mari et la font chanter, elle est obligée de trahir son pays. Sans équipe et privée des moyens de l'agence, elle va se tourner vers des criminels dans sa quête des informations demandées par les ravisseurs. Son expérience et ses aptitudes vont beaucoup lui servir dans cette course pour délivrer son mari tout en évitant une crise mondiale majeure.

## Fiche technique
Sauf indication contraire, les informations mentionnées dans cette section peuvent être confirmées par la base de données cinématographiques IMDb,  présente dans la section « Liens externes ».
- Titre original : Canary Black
- Réalisation : Pierre Morel
- Scénario : Matthew Kennedy
- Musique : Jessica Rose Weiss
- Décors : Sebastian T. Krawinkel
- Costumes : Nikolina Kostanjsek
- Photographie : Thierry Arbogast
- Montage : Tania Goding
- Production : Jeff Elliott, Carsten H. W. Lorenz, Sébastien Raybaud, Renee Tab, Christopher Tuffin et John Zois

Producteurs délégués : Alastair Burlingham, Bharatha Gangasani et Chad Moore
Coproducteur : Yann Cuinet, Igor Nola et Shaheen Schleifer
- Sociétés de production : Anton, Sentient Entertainment, Brickell & Broadbridge International et Oakhurst Entertainment
- Société de distribution : Amazon MGM Studios
- Budget : N/A
- Pays de production :  Royaume-Uni
- Langue originale : anglais
- Format : couleur
- Genre : action, thriller, espionnage
- Durée : 101 minutes
- Date de sortie[1] : 24 octobre 2024 (sur Prime Video)
- Classification[2] :
  - États-Unis : R

## Distribution
- Kate Beckinsale (VF : Laura Blanc ; VQ : Camille Cyr-Desmarais) : Avery Graves
- Rupert Friend (VF : Éric Aubrahn ; VQ : Adrien Bletton) : David Brooks
- Ray Stevenson (VF : Féodor Atkine ; VQ : Stéphane Rivard) : Jarvis Hedlund
- Saffron Burrows (VF : Sandrine Henry) : Elizabeth Mills
- Jaz Hutchins (VF : Diouc Koma) : l'agent Maxfield
- Ben Miles (VF : Constantin Pappas ; VQ : Tristan Harvey) : Nathan Evans
- Goran Kostić (VF : Sacha Petronijević ; VQ : François Godin) : Konrad Breznov
- Masayoshi Haneda : Kenji Nakajima
- Michael Brandon (VF : Laurent Pasquier) : le président des États-Unis
- Arben Bajraktaraj (VF : lui-même) : Henrick

 Source et légende : version française (VF) sur RS Doublage

## Production
Le projet Canary Black est évoqué dès mai 2022 lors du Marché du film de Cannes. Il est présenté comme un thriller d'espionnage réalisé par le Français Pierre Morel, écrit par Matthew Kennedy et avec Kate Beckinsale dans le rôle principal. Lors de l'American Film Market (en) 2023, des premières images sont dévoilées.
Le tournage débute en Croatie en octobre 2022 et se poursuit jusqu'en janvier 2023. Les prises de vues ont principalement lieu à Zagreb. Des séquences sont également tournées en pleine ville avec des drones, ainsi que dans le stade Maksimir. La ville de Rovinj sert quant à elle de décor pour recréer Tokyo.
Il s'agit de l'un des derniers films de Ray Stevenson, décédé en mai 2023.

## Sortie et accueil
En août 2024, Amazon MGM Studios annonce que Canary Black sera diffusé sur Prime Video dès le 24 octobre 2024.